# Siedemnastopunktowe porozumienie
Ugoda między Centralnym Rządem Ludowym i Lokalnym Rządem Tybetu dotycząca warunków pokojowego wyzwolenia Tybetu, potocznie zwana Siedemnastopunktowym porozumieniem (chiń. upr. 十七条协议; chiń. trad. 十七條協議; pinyin Shíqī tiáo xiéyì) – 17-punktowy traktat zawarty 23 maja 1951 roku pomiędzy rządem Chińskiej Republiki Ludowej a przedstawicielami strony tybetańskiej, regulujący polityczny status Tybetu i określający warunki jego funkcjonowania w ramach Chin.
Pod koniec 1950 roku oddziały Chińskiej Armii Ludowo-Wyzoleńczej wkroczyły do Tybetu. Wobec przeważającej przewagi strony chińskiej i braku reakcji na arenie międzynarodowej rząd tybetański został zmuszony do podjęcia rokowań. Do Pekinu udała się pięcioosobowa delegacja strony tybetańskiej. Rokowania rozpoczęły się 29 kwietnia 1951 roku. Przewodniczącym delegacji tybetańskiej był Ngapo Ngałang Dzigme, zaś chińskiej Li Weihan. W trakcie pierwszej tury delegacja tybetańska odrzuciła postulaty strony chińskiej. Dopiero druga tura rokowań zakończyła się opracowaniem 17-punktowego porozumienia, ogłoszonego 23 maja 1951 roku.
Punkt pierwszy traktatu stanowił, że Naród tybetański zjednoczy się, usunie z Tybetu siły imperialistycznego agresora i powróci na łono wielkiej rodziny należącej do ojczyzny-matki: Chińskiej Republiki Ludowej. Prowadzenie tybetańskiej polityki zagranicznej i obronę jego terytorium pozostawiono w gestii rządu chińskiego, uprawomocniono także obecność oddziałów chińskich w Tybecie. Armia tybetańska została wcielona w szeregi ChALW. Jednocześnie zagwarantowano Tybetowi szeroką autonomię, poszanowanie lokalnej religii i obyczajów oraz nienaruszalność dotychczasowego ustroju wewnętrznego, zwłaszcza statusu dalajlamy i panczenlamy.
Postanowienie objęło tereny, które później weszły w skład Tybetańskiego Regionu Autonomicznego. Pozostałe ziemie historycznego Tybetu były traktowane jako integralna część Chin.
29 kwietnia 1954 roku Indie podpisały porozumienie z Chinami, w którym uznały ich suwerenność nad Tybetem. Rok później powołany został Komitet Przygotowawczy dla ustanowienia Tybetańskiego Regionu Autonomicznego, który znacznie uszczuplił władzę Dalajlamy. Po 1956 roku strona chińska zaczęła łamać porozumienie, próbując przeprowadzić reformę rolną we wschodnim Tybecie, w prowincjach Amdo i Kham. Sprzeciw wobec reform społecznych, sprowadzania chińskich osadników i obecności wojsk chińskich spowodowały opór Tybetańczyków, akty sabotażu i rozwój wspieranych przez CIA grup partyzanckich. W 1959 roku wybuchło powstanie tybetańskie; w wyniku jego porażki dalajlama zbiegł do Indii, gdzie powołano rząd na uchodźstwie.